# Tellururo di mercurio
Il tellururo di mercurio è un composto chimico binario del mercurio e del tellurio con formula HgTe. È un semimetallo correlato al gruppo II-VI dei materiali semiconduttori.
Il tellururo di mercurio si trova in natura nella coloradoite.

## Proprietà
Le proprietà del tellururo di mercurio sotto elencate sono intese a temperatura e pressione standard, salvo diversa indicazione.
| Grandezza                           | Valore               |
| ----------------------------------- | -------------------- |
| Struttura                           | Sfalerite            |
| Costante di reticolo                | 0,646 nm             |
| Gruppo spaziale                     | F43m (gruppo n° 216) |
| Modulo di massa                     | 42,1 GPa             |
| Coefficiente di dilatazione termica | 5,2×10−6 K−1         |
| Costante dielettrica statica        | 20,8                 |
| Costante dielettrica dinamica       | 15,1                 |
| Conduttività termica                | 2,7 W·m2/(m·K)       |
| Durezza                             | 2,7×107 kg/m2        |

### Doping
Il drogaggio di tipo {\displaystyle n} può essere ottenuto con elementi come boro, alluminio, gallio o indio. Anche lo iodio e il ferro drogano il materiale di tipo {\displaystyle n}. Il tellururo di mercurio è naturalmente di tipo {\displaystyle p} a causa delle lacune del mercurio. Il drogaggio di tipo {\displaystyle p} si ottiene anche introducendo zinco, rame, argento o oro.

## Chimica
I legami del tellururo di mercurio sono deboli. La loro entalpia di formazione, circa -32 kJ/mol, è meno di un terzo del valore del relativo composto tellururo di cadmio. Il tellururo di mercurio è facilmente attaccato da acidi, come l'acido bromidrico.

## Formazione
La formazione è data da una fusione di mercurio e tellurio in presenza di un'elevata pressione di vapore di mercurio. Il tellururo di mercurio può anche essere ottenuto epitassialmente, ad esempio, mediante sputtering o mediante epitassia in fase vapore metalloorganica.

## Proprietà fisiche uniche

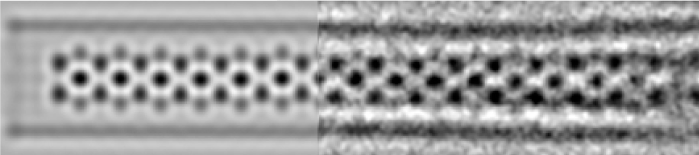
Micrografia elettronica (a destra) di un nanofilo di HgTe incorporato in un nanotubo di carbonio, combinata con una simulazione di immagine (a sinistra).

Recentemente è stato dimostrato sia teoricamente che sperimentalmente che il pozzo quantico del tellururo di mercurio mostra un nuovo stato unico della materia: l'isolante topologico. In questa fase, mentre la massa è un isolante, la corrente può essere trasportata da stati elettronici confinati vicino ai bordi del campione. A differenza dell'effetto Hall quantistico, qui non è necessario alcun campo magnetico per creare questo comportamento unico. Inoltre, gli stati dei bordi aventi verso opposto portano proiezioni di spin opposte.